# Peromyia borealis
Peromyia borealis är en tvåvingeart som först beskrevs av Ephraim Porter Felt 1920.  Peromyia borealis ingår i släktet Peromyia och familjen gallmyggor. Arten är reproducerande i Sverige. Inga underarter finns listade i Catalogue of Life.